# Carex monotropa
Carex monotropa är en halvgräsart som beskrevs av Ernest Nelmes. Carex monotropa ingår i släktet starrar, och familjen halvgräs. Inga underarter finns listade i Catalogue of Life.